# 布尔隆
布尔隆（法語：Bourlon，法語發音：[buʁlɔ̃]）是法国上法蘭西大區加来海峡省的一个市镇，属于阿拉斯区。

## 地理
布尔隆（50°10'40"N, 3°7'0"E）面积12.3 平方千米，位于法国上法蘭西大區加来海峡省，该省份为法国北部沿海省份，西北濒北海，南至索姆省，东临北部省。
与布尔隆接壤的市镇（或旧市镇、城区）包括：艾讷库尔、马基永、桑莱马基永、阿讷、方丹诺特达姆、默夫尔、拉扬库尔-圣奥勒、格兰库尔莱阿夫兰库尔。

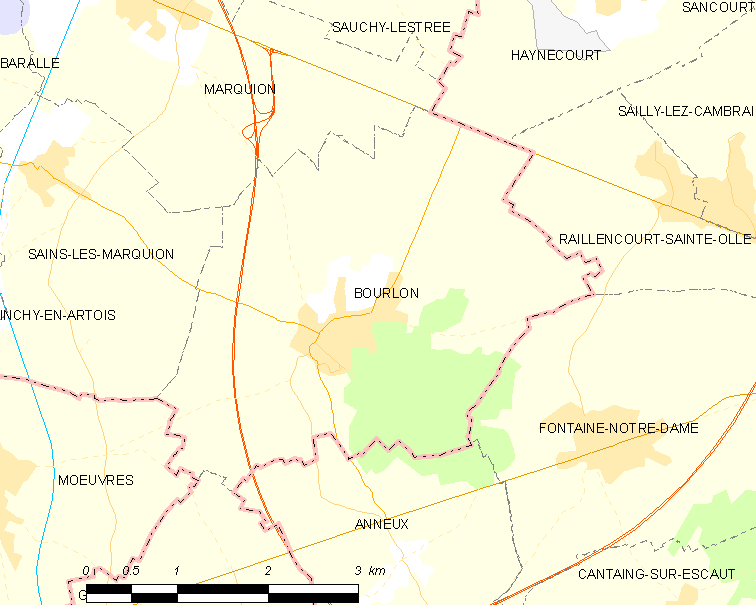
布尔隆的OSM定位图

布尔隆的时区为UTC+01:00、UTC+02:00（夏令时）。

## 行政
布尔隆的邮政编码为62860，INSEE市镇编码为62164。

## 政治
布尔隆所属的省级选区为巴波姆县。

## 人口

1962-2008年间布尔隆人口变化图示

布尔隆于2022年1月1日时的人口数量为1148人。